# Pirelli
A Pirelli é uma empresa italiana fundada em Milão em 1872 pelo engenheiro Giovanni Battista Pirelli. O seu atual presidente é o empresário Marco Tronchetti Provera, genro do neto do fundador, Leopoldo Pirelli. É um dos principais grupos econômicos italianos, ativo nos setores de beneficiamento da borracha (pneumáticos, roupas) e imobiliário (com a Pirelli Real Estate).

## Histórico
A empresa foi fundada com o nome de G.B. PIRELLI & C. no dia 28 de janeiro de 1872 na cidade de Milão por Giovanni Battista Pirelli, um jovem engenheiro, então com 24 anos, iniciando já no ano seguinte uma produção limitada de itens de borracha proveniente da Índia, como placas, correias e mangueiras em uma pequena fábrica de 1.000 m², que abrigava 40 operários e 5 empregados. Em poucos anos a PIRELLI iniciou a produção de todos os tipos de produtos derivados de borracha para os setores técnicos, industriais e científicos. Em 1879 teve início a produção de cabos para aplicações elétricas. O pneu PIRELLI, que tornaria a empresa e a marca tão conhecidas no mundo inteiro, nasceu em 1890 quando o departamento de borracha desenvolveu os pneus para bicicletas, conhecidos como MILANO.
O ano de 1899 foi muito importante para a empresa, marcando o início da produção de fios para telecomunicação e a produção de pneus para carros e motocicletas em bases experimentais. Dois anos depois, pesquisas levaram ao desenvolvimento do “Ercole”, um pneu para carro com grande aderência, que equipava alguns dos primeiros automóveis que rodavam nas estradas. Já em 1902, quando o termo globalização nem existia ou sequer era utilizado, a PIRELLI iniciou um processo de descentralização e internacionalização. Neste ano, foi instalada uma unidade na cidade espanhola de Barcelona para produção de condutores elétricos. A partir daí, a empresa ganhou o mundo e a marca PIRELLI passou a ser conhecida em muitos outros países. Em 1905 a empresa reorganizou sua produção de pneus para carros e motocicletas em escala industrial. Dois tipos de pneus eram produzidos em 35 tamanhos diferentes. Nesse mesmo ano a PIRELLI ingressou no segmento de pneus para veículos pesados, como caminhões e ônibus.
Nos anos seguintes a empresa começou uma grande expansão internacional com inauguração de uma filial na cidade de Londres para vender seus produtos em toda Grã Bretanha, no ano de 1909; e outra filial na Argentina, inaugurada em 1917, sendo esta a primeira fora da Europa. No final da década de 20, 80% dos carros italianos rodavam com pneus PIRELLI, provando a popularidade da marca neste segmento, especialmente em sua terra natal. Após a Segunda Guerra Mundial, em 1946, um amplo programa geral para renovar suas fábricas e equipamento foi implantado pelo grupo. Nos anos seguintes a empresa introduziu no mercado produtos revolucionários como o pneu radial CINTURATO, pneus radiais feitos com fios de aço e o primeiro pneu radial para motocicletas. A PIRELLI se posicionou no mercado através de um conceito elitizado e badalado, especialmente depois da associação com as montadoras Ferrari e a Lamborghini. Há marcas que, de tão fortes, parecem destinadas a nascer e se perpetuar como vieram ao mundo. A italiana PIRELLI, sinônimo de pneus, é uma delas. Em 2002, os responsáveis pelo marketing da empresa decidiram rodar por outra estrada – a da moda. Trata-se da linha de roupas e acessórios PZero, que tinha como carro chefe do projeto os calçados, um resultado do casamento do design com a tecnologia”. Em apenas três anos, o que para muitos era apenas uma aventura fadada ao fracasso, rendeu €35 milhões e ganhou outros itens, incluindo roupas e acessórios, como óculos e relógios.
O Grupo Pirelli possui uma longa tradição industrial e está hierarquicamente colocado entre os líderes mundiais nos setores em que participa. Com mais de um século de atuação, a Pirelli se tornou uma verdadeira multinacional, bem colocada em diversos mercados do mundo. A Pirelli possui sistema de gerenciamento online integrado, que envolve diversos níveis do negócio, entre eles suprimentos, produção, distribuição e vendas. A ênfase na inovação permitiu também o desenvolvimento de novos empreendimentos na área imobiliária, na qual a Pirelli capitaneou grandes iniciativas de desenvolvimento, e no gerenciamento e incremento de valor das propriedades.
Desde 1964, a empresa é responsável pela produção do tradicional Calendário Pirelli, as mais belas mulheres ilustram o famoso calendário nos pontos mais deslumbrantes do mundo.
Em 2015, parte da Pirelli foi comprada pelo grupo chinês China National Chemical Corp (ChemChina), numa operação de 7,7 mil milhões de euros.

## A Pirelli no Brasil

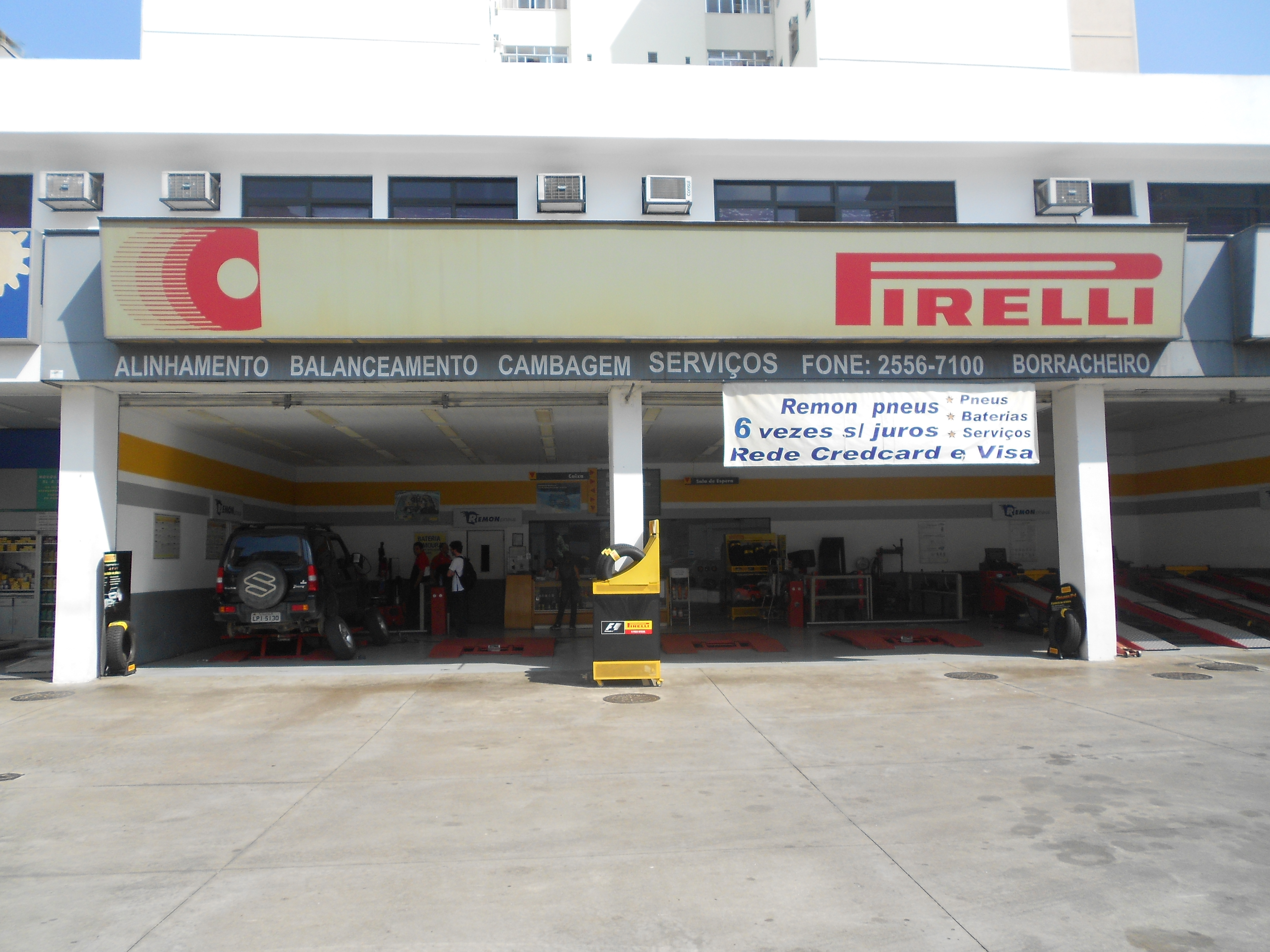
Filial da Pirelli no bairro Laranjeiras, no Rio de Janeiro.

Em 1929, a Pirelli começou a escrever sua história no Brasil com a aquisição da Conac, uma pequena fábrica de condutores elétricos instalada na cidade de Santo André, em São Paulo.
Em 2005, com a venda da Pirelli Energia Cabos e Sistemas e da Pirelli Telecomunicações Cabos e Sistemas para o banco norte-americano Goldman Sachs, a Pirelli brasileira direcionou o seu foco para o setor de pneus, por meio da Pirelli Pneus. Uma das mais importantes Unidades de Negócios do Grupo Pirelli em todo o mundo, a subsidiária brasileira, com seis mil funcionários, registrou faturamento de cerca de R$ 3 bilhões em 2005. O Brasil representa cerca de 34% das vendas globais da empresa. No mundo, a Pirelli Pneus atua com 24 unidades industriais em 12 países, 3 Centros de Pesquisa e Desenvolvimento, atividades comerciais em mais de 120 países nos 5 continentes e cerca de 24 mil funcionários.
A estrutura da Pirelli brasileira é composta por escritórios comerciais localizados nas principais capitais, a mais ampla rede autorizada de revenda e serviços e cinco fábricas espalhadas pelo país (Gravataí-RS, Campinas-SP, Santo André-SP, Sumaré-SP e Feira de Santana-BA), que produzem pneus para automóveis, camionetas, motos, scooters, bicicletas, caminhões, ônibus, tratores, máquinas agrícolas e veículos pesados voltados para a construção civil e uso industrial.
A Pirelli Brasil é formada por cerca de 900 funcionários, que atuam na planta de Santo André e São Paulo, nos centros de Montagem (Camaçari, Santo André, Sorocaba, Goiana, Ibirité e São José dos Pinhais), nos armazéns (Barueri, Santo André, Feira de Santana, Gravataí e Campinas) e nas regionais de vendas (nove no total: São Paulo, Rio de Janeiro, Belo Horizonte, Goiânia, Recife, Salvador, Belém, Porto Alegre e Curitiba).

### Fábricas e escritórios
Campinas: Trata-se da principal indústria de pneus radiais para automóveis e derivados do Grupo na América Latina. Inaugurada em 1953, possui aproximadamente 1.800 funcionários.
Santo André: Inaugurada em 1940, é a sede da maior fábrica de pneus radiais para caminhões e ônibus do Grupo Pirelli em todo o mundo. A fábrica também possui uma linha de produção de pneus para agricultura, terraplenagem, câmaras e protetores. Emprega cerca de 1800 funcionários.
Feira de Santana: Na Fábrica baiana são produzidos pneus convencionais para, ônibus, caminhões leves e pesados, além de radiais para automóveis e utilitários esportivos. Anteriormente denominada Cia Pneus Tropical, foi adquirida pela Pirelli em 1986 e possui atualmente  1500  funcionários .
Gravataí: Com 1.800 funcionários, a Unidade tornou-se a maior fábrica de pneus de moto de todo o Grupo em todo o mundo. Sua produção teve início em 1976 e está voltada, principalmente, para a fabricação de pneus para motocicletas, ciclomotores e scooters, além de pneus convencionais para automóveis, camionetas, ônibus, caminhões, veículos industriais e dianteiros para tratores. Em março de 2006, a Pirelli Pneus inaugurou em seu complexo industrial de Gravataí uma nova unidade destinada à produção de pneus Gigante Radial para caminhões e ônibus, ação que gerou 500 novos empregos diretos e indiretos. No dia 13 de maio de 2019, a Pirelli Pneus anunciou em sua sede global em Milão, na Itália, que vai fechar a fábrica de Gravataí, a empresa afirma que promoverá uma reorganização nas unidades locais, “tendo em vista o cenário conjuntural difícil”. A produção de pneus para motos será transferida para Campinas, que atualmente produz o equipamento somente para automóveis.
Sumaré: Em funcionamento desde 1984, seu foco está voltado para a produção de cordas metálicas utilizadas na produção de pneus radiais (para reforço de carcaças de pneus). Emprega cerca de 200 pessoas.

## Competições esportivas

### Fórmula 1

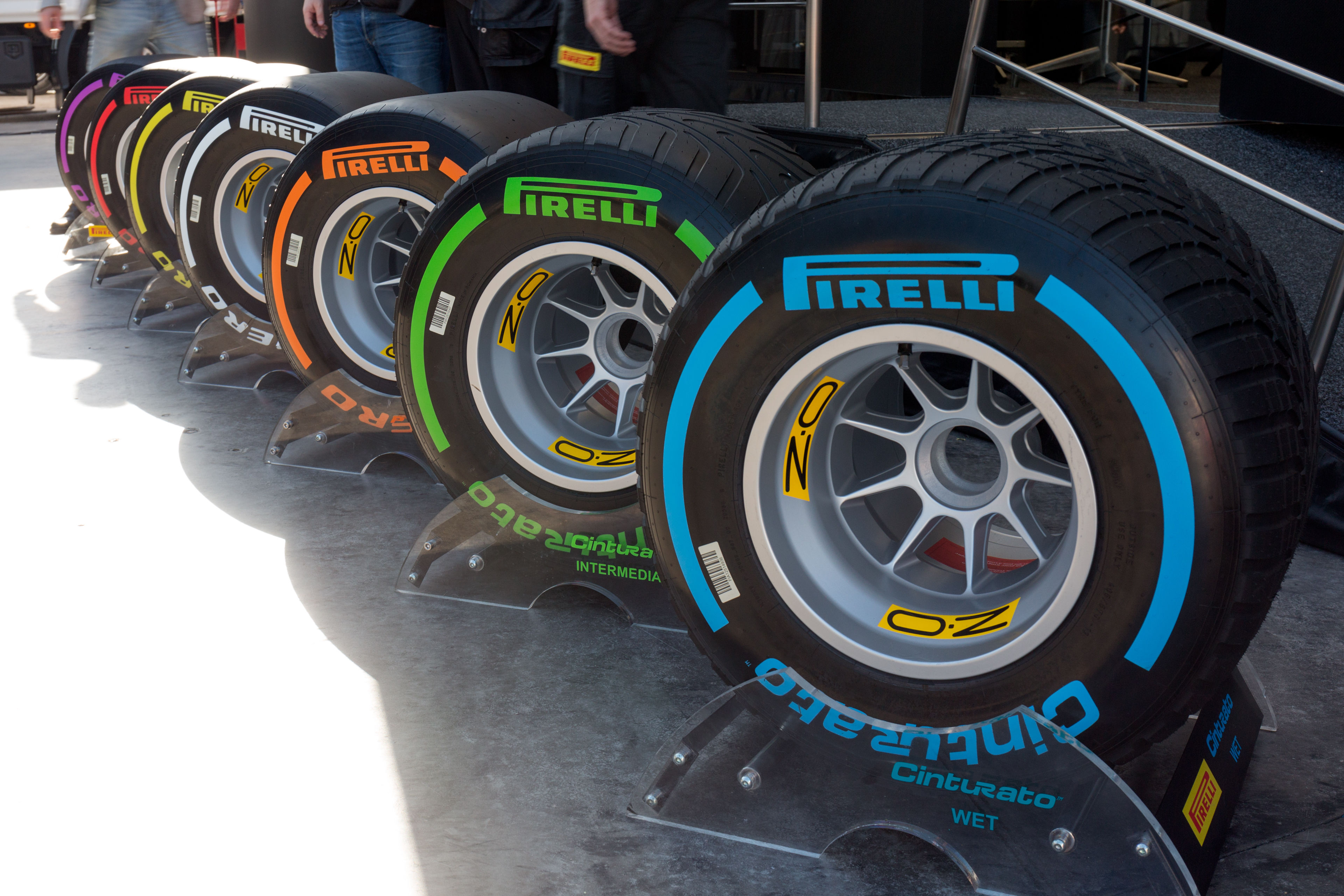
Pneus Pirelli Fórmula 1 (2017)

No dia 23 de junho de 2010, a empresa anunciou o fornecimento de pneus para a Fórmula 1 a partir da temporada 2011. Em agosto, o alemão Nick Heidfeld, até então piloto de testes da Mercedes, assinou contrato para testar pela Pirelli durante o desenvolvimento dos pneus. Os primeiros testes foram feitos em Mugello com o modelo TF109 da extinta equipe Toyota.
Em 2011, o piloto brasileiro Lucas di Grassi foi anunciado como piloto de testes.
Em 2012, a empresa anunciou que usaria o Renault R30 para a realização de testes dos compostos dos pneus a serem lançados na temporada de 2013. Para isso, o modelo deve ser adaptado ao regulamento aerodinâmico e técnico da temporada 2012.
Durante o GP da Espanha na temporada de 2018, a Pirelli foi acusada por Helmut Marko, pertencente a equipe da Red Bull, de favorecer a equipe Mercedes ao reduzir 4 mm da banda de rodagem na lateral dos pneus e coincidentemente a equipe alemã atuou muito bem. A Pirelli alegou que a mudança foi para reduzir o superaquecimento dos pneus e que todas as empresas foram consultadas.

### Stock Car Brasil
A empresa forneceu pneus para a Stock Car Brasil entre 1979 e 2007, retornando à categoria em 2013, com pneus produzidos na fábrica da Turquia.